# Человеческий зверинец
«Человеческий зверинец» (англ. Human Zoo) — французский драматический фильм с элементами боевика, режиссёрский дебют Ри Расмуссен, которая также исполнила в фильме главную роль. Премьера фильма состоялась 5 февраля 2009 года на Берлинском международном кинофестивале.

## Сюжет
Адрия Шала (Ри Расмуссен), молодая иммигрантка из Косова, имеющая смешанное сербско-албанское происхождение, оказывается во французском Марселе. Её каждый раз настигают жуткие воспоминания Косовской войны, когда в конце девяностых её от изнасилования спасает сербский военный-дезертир Срджан (Никола Джуричко). Однако спаситель впоследствии оказывается жестоким гангстером, который с лёгкостью может застрелить ребёнка. Они некоторое время живут в Белграде, пока Адрия не сбежит во Францию. Там её судьба переплетётся с другой иммигранткой, Миной (Хиам Аббасс), и безответственным американским туристом Шоном (Ник Кори).

## В ролях
| Актер            | Роль                        |
| ---------------- | --------------------------- |
| Ри Расмуссен     | Адрия Шала                  |
| Никола Джуричко  | Срджан Васильевич           |
| Ник Кори         | Шон Риган                   |
| Хиам Аббасс      | Мина                        |
| Войин Четкович   | Алекс                       |
| Милош Тимотиевич | Борис                       |
| Елена Гаврилович | проститутка Наташа          |
| Бранислав Лечич  | сербский командир Стойкович |
| Сирил Рафаэлли   | детектив Дакайе             |